# Wetenschappelijke argumenten voor evolutie

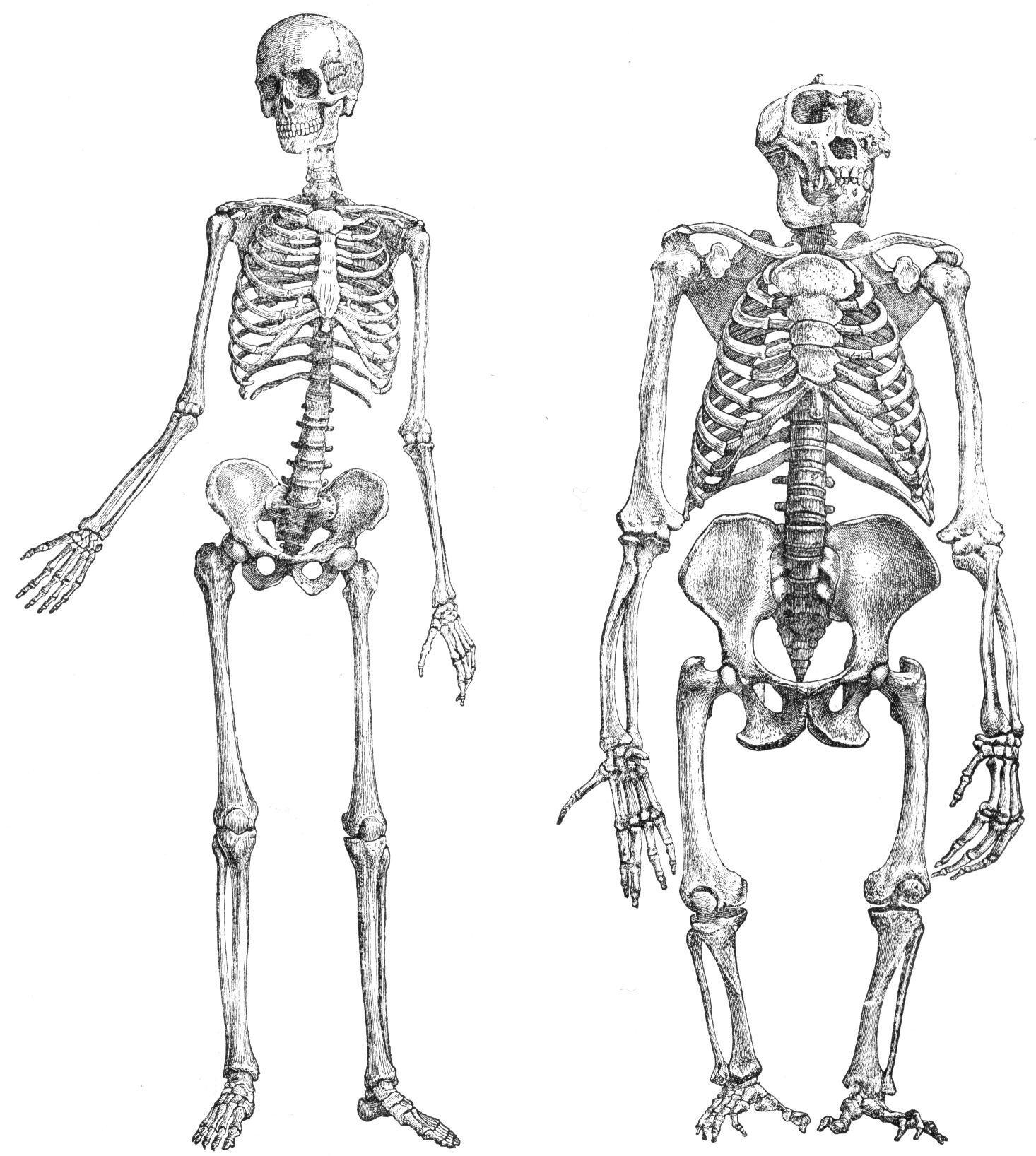
Opvallende overeenkomsten tussen het skelet van een mens en dat van een gorilla

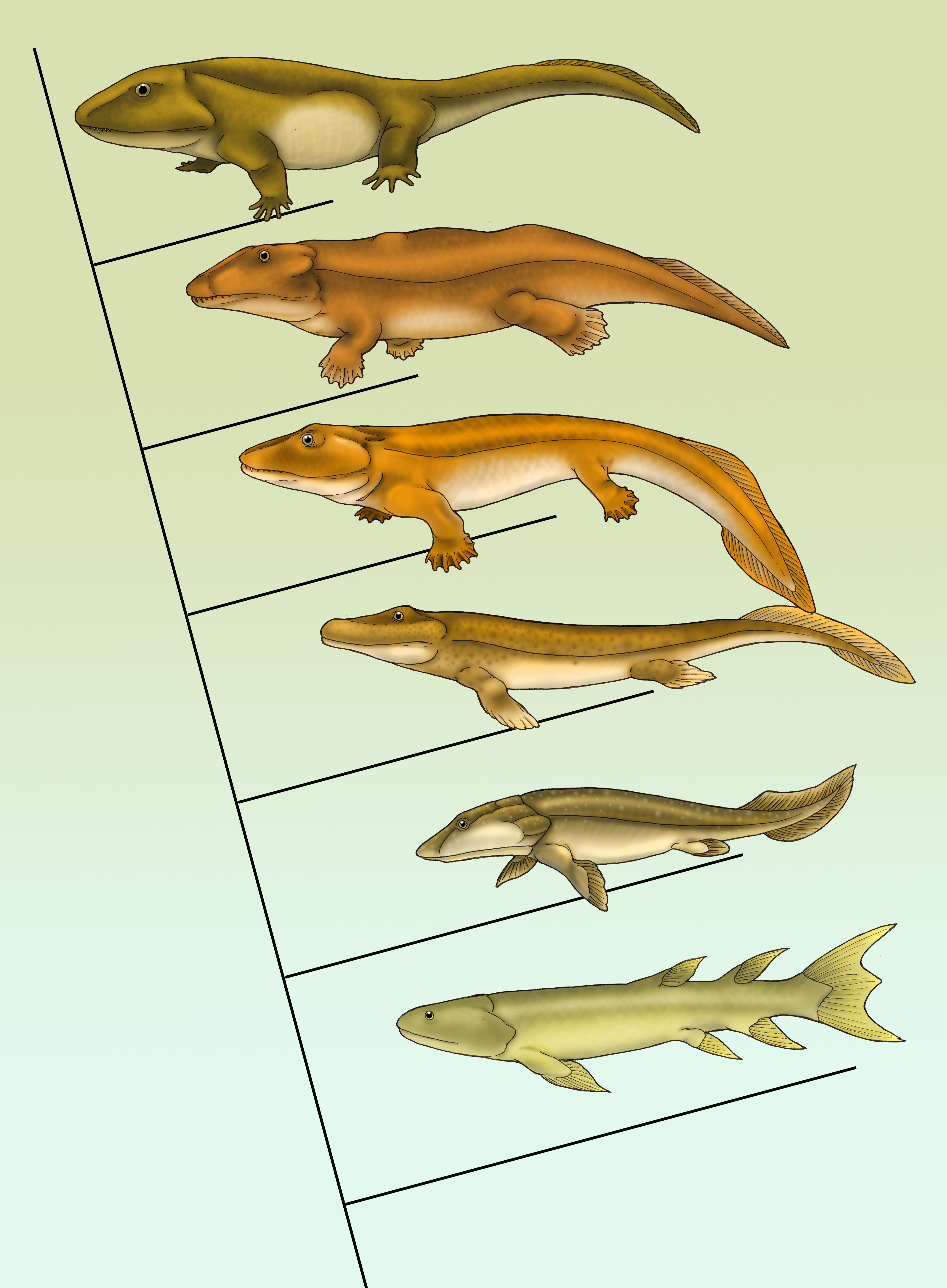
Een cladogram van de evolutie van de Tetrapoda met een aantal bekende overgangsfossielen. Beginnend onderaan met de basale vis Eusthenopteron, vervolgens Panderichthys, Tiktaalik, Acanthostega, Ichthyostega en bovenaan Pederpes, een tetrapode ofwel viervoeter

Wetenschappelijke argumenten voor biologische evolutie oftewel bewijzen voor evolutie worden geleverd door verschillende wetenschappelijke vakdisciplines. Daarin wordt beargumenteerd dat natuurlijke selectie het mechanisme is waardoor adaptatie, soortvorming en biodiversiteit ontstaat, en dat alle soorten een gemeenschappelijke voorouder hebben. Het empirisch bewijs ondersteunt de "moderne synthese": dit is de combinatie van darwinisme en genetica die een tegenwoordig algemeen geaccepteerde verklaring geeft voor het ontstaan van verschillende levensvormen. Binnen de evolutiebiologie worden hypothesen opgesteld. Door middel van waarnemingen worden deze hypothesen bevestigd of weerlegd wat bewijs oplevert aangaande hun juistheid.
De morfologie en de vergelijkende anatomie laten zien dat vele soorten in hun lichaamsbouw nauwe verwantschap vertonen; bijvoorbeeld alle ongeveer 5500 soorten zoogdieren hebben hetzelfde bouwplan. De embryologie bevestigt dit door bestudering van de ontwikkeling van individuen.
Uit biochemisch onderzoek en de moleculaire biologie blijkt dat al het leven op Aarde gebaseerd is op erfelijke eigenschappen opgeslagen in moleculen DNA. Vele essentiële eiwitten worden gedeeld door zeer uiteenlopende organismen. De genetica en de populatiebiologie laten zien hoe mutaties ontstaan, selectief doorgegeven worden bij concurrentie binnen de soort, populaties veranderen en soorten kunnen ontstaan. Natuurlijke selectie na mutaties is waargenomen in de natuur en het laboratorium.
Uit de opeenvolging van fossielen in lagen van oplopende ouderdom blijkt dat het leven op de Aarde door de tijd heen sterk is veranderd. Sommige tegenwoordig levende soorten zijn veel ouder dan andere: de mens is een van de jongere soorten, veel reptielensoorten zijn erg oud. De paleontologie is in staat gebleken aan de hand van fossiele vondsten een vrij gedetailleerde evolutionaire stamboom te reconstrueren. Tussen tegenwoordig in bouw sterk verschillende diergroepen zijn fossiele overgangsvormen bekend, zoals Tiktaalik, Acanthostega, Ichthyostega, Eohippus, Australopithecus afarensis ("Lucy"), Kenyanthropus platyops, Archaeopteryx en Confuciusornis. De zogenoemde "Levende fossielen" zoals coelacanten, degenkrabben en brughagedissen, bleken restanten van vroeger veel soortenrijkere groepen.

## Charles Darwin

Tijdens de reis van de Beagle verzamelde Charles Darwin tal van exemplaren die later de evolutietheorie ondersteunden.

Reeds eind 18e en begin 19e eeuw was voor wetenschappers steeds meer duidelijk geworden dat de dode natuur en de levende natuur onderworpen leken aan gestage, alsmaar voortdurende veranderingen, waarvan de effecten vaak niet tijdens een enkel mensenleven waarneembaar waren. Het natuurlijke landschap was onderhevig aan processen van erosie en ook werden in oude aardlagen fossiele resten gevonden van voorheen onbekende, uitgestorven diersoorten. Dit stond haaks op de religieuze leer dat de Aarde en het leven op Aarde gewoonweg onveranderlijk zijn zoals ze ooit werden geschapen. De Britse geoloog en bioloog Charles Darwin was later in de 19e eeuw de eerste die uitgebreid en nauwkeurig een evolutietheorie in de moderne zin opstelde, met natuurlijke selectie als hoofdmechanisme. Alfred Russel Wallace kwam later onafhankelijk ook op het idee van natuurlijke selectie, wat Darwin dwong tot een allereerste gezamenlijke publicatie. Bovendien was Darwin de eerste die de evolutie systematisch met wetenschappelijk bewijs heeft onderbouwd. Dit maakt hem de pionier van de moderne evolutiebiologie. Zijn werken hebben tot een paradigmaverschuiving geleid in de wetenschappelijke gemeenschap.
Darwin ontwikkelde zijn ideeën geleidelijk tijdens een Britse wetenschappelijke expeditie rond de wereld, de reis van de Beagle (1831–1836). Daarbij onderzocht hij vooral natuur en geologie, en ontdekte veel nieuwe soorten, zowel planten als dieren, die hij uitgebreid beschreef en verzamelde. Op de Galapagoseilanden viel hem op dat de reuzenschildpadden daar per eiland net iets verschilden. Dat bracht hem op de gedachte dat door geografische barrières aparte soorten tot ontwikkeling konden komen. Bij thuiskomst zou hij beseffen dat de op dezelfde eilanden voorkomende darwinvinken daar ook een mooi bewijs van vormden. Voor een dergelijke 'transmutatie van soorten', zoals het toen heette, zou heel veel tijd nodig zijn. Darwin ging er echter van uit dat de Aarde zeer, of oneindig oud was, omdat hij een aanhanger was van de geoloog Charles Lyell die langzame uniforme veranderingen in de gesteldheid van het aardoppervlak aannam. Zo'n ouderdom had Darwin tijdens zijn reis bevestigd gezien: hij vond zeefossielen duizenden meters boven de zeespiegel, en redeneerde dat het niet door een zondvloed kwam maar door de geleidelijke verhoging van grondverzet. Tijdens lezing van het werk van Thomas Malthus besefte Darwin dat de individuen van een bepaalde populatie elkaars concurrenten waren, die ieder een zo groot mogelijk beslag probeerden te leggen op schaarse hulpbronnen, zodat tijdens deze strijd om het bestaan de sterksten overleefden. Dat werkte hij uit tot het begrip 'natuurlijke selectie'.
In zijn magnum opus On the Origin of Species, gepubliceerd in 1859, onderbouwde hij de evolutietheorie aan de hand van diverse onderwerpen en vakdisciplines, zoals variëteiten, gevonden fossielen, geografische verspreiding, morfologie, rudimentaire structuren, kunstmatige selectie en de embryologie.

## Anatomie

### Vergelijkende anatomie

Het bouwplan van bijvoorbeeld gewervelden is homoloog.

Bewijs voor evolutie en de verwantschap tussen verschillende soorten kan vanuit de vergelijkende anatomie komen. Darwin noemde het voorbeeld van de menselijke hand, met exact dezelfde positionering van botten als onder andere in de graafklauw van de mol en de vleugel van de vleermuis. Anatomische overeenkomsten worden dan gezien als een geval van homologie: de gelijkenis in vorm duidt erop dat het om een enkel onderliggend kenmerk gaat dat twee soorten geërfd hebben van een gezamenlijke voorouder.
Embryologisch gezien (dus gekeken naar de ontwikkeling van het lichaam in het embryonale stadium) ziet men zelfs dat dieren waarvoor bepaalde anatomische structuren geheel nutteloos zijn, in hun embryonale fase toch de aanleg ervan ontwikkelen. Een walvis heeft bijvoorbeeld een zeer miniem ontwikkeld bekken. Het wordt niet gebruikt, maar toch is het aanwezig. Een menselijke foetus heeft in een bepaald embryonaal stadium kieuwbogen. Dergelijke structuren worden rudimentair genoemd.

### Embryologie

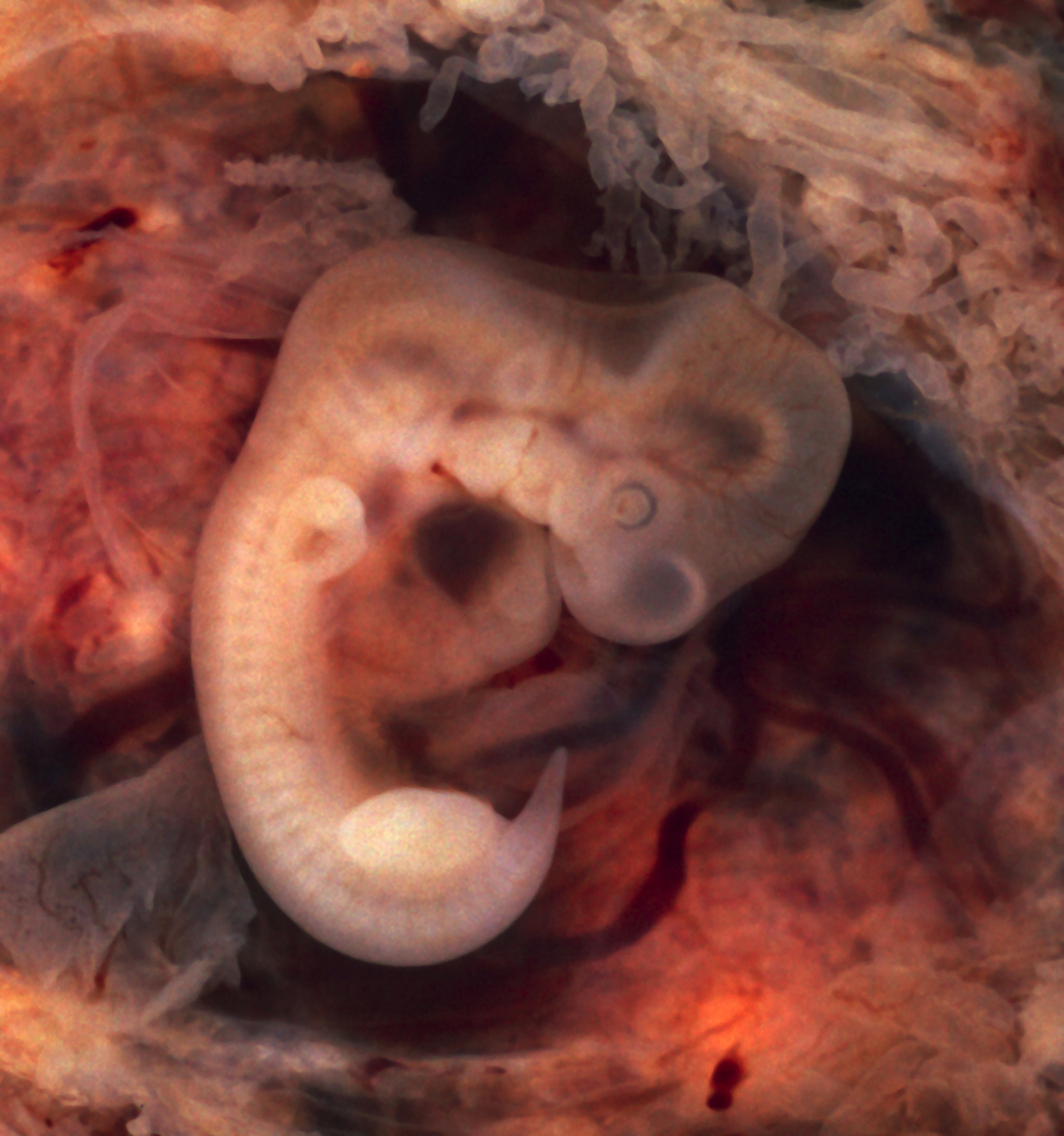
Jonge embryo's van verschillende soorten vertonen enkele overgeërfde kenmerken, zoals de staart bij deze menselijke foetus.

Men is er zich al lange tijd van bewust dat de embryologie belangrijke aanwijzingen bevat voor de evolutie van organismen. Ernst Haeckel (1834-1919) ging aan het eind van de 19e eeuw zelfs zo ver te stellen dat de ontogenetische ontwikkeling van organismen een exacte weergave was van hun evolutie. Volgens Haeckels illustraties waren de vroege ontogenetische fasen tussen verschillende groepen gewervelde dieren nagenoeg gelijk. Haeckel formuleerde hierop zijn recapitulatietheorie, die stelde dat de ontogenie (de ontwikkeling van het individu) een korte en snelle herhaling (recapitulatie) is van de fylogenie (de evolutie van de soort).
De recapitulatietheorie wordt tegenwoordig als achterhaald beschouwd. Dat neemt nog niet weg dat men veel over het evolutionaire verleden kan afleiden uit embryologische gegevens. Overeenkomsten in de verschillende stadia van het embryo en de foetus zijn terug te leiden op een gemeenschappelijk afstamming. Zo kan men uit het delingspatroon van de cellen afleiden welke groepen ongewervelden het nauwst verwant zijn aan de gewervelde dieren. Tot de Deuterostomia behoren naast de gewervelde dieren verschillende groepen chordaten en ook de stekelhuidigen. De verschillende groepen chordaten worden weer verbonden door het bezit van een chorda, althans in een vroeg stadium van hun ontogenetische ontwikkeling.
Nog recenter onderzoek geeft aanwijzingen hoe verschillende kenmerken zich hebben kunnen ontwikkelen. De zogenaamde hoxgenen, die alleen tijdens de embryonale ontwikkeling actief zijn, reguleren het ontstaan van verschillende macroscopische kenmerken zoals ledematen en lichaamsindeling. Men heeft ontdekt dat een klein verschil in het patroon van expressie van deze hoxgenen het verschil uit kan maken tussen het ontstaan van een vin of van een poot. Dit soort mechanismen staan centraal in het moderne vakgebied evo-devo, dat de relatie tussen ontwikkeling en evolutie onderzoekt.
In een evolutieproces kunnen alleen die kenmerken zich ontwikkelen die embryologisch mogelijk zijn. Individuele embryologische variatie komt zeer vaak voor, bijvoorbeeld dat een bestaand lichaamsdeel ontbreekt of vergroot is. Zeldzamer is dat op embryologisch niveau evolutie plaatsvindt. Belangrijke evolutionaire veranderingen in de lichaamsbouw van volwassen dieren kunnen al veroorzaakt worden door kleine wijzigingen in het embryologische ontwikkelingsproces. Soms verandert dat proces zelf fundamenteel. Enkele voorbeelden daarvan zijn:
- De oorsprong van de embryologie als zodanig: overgang van eencellige naar meercellige organismen.
- De ontwikkeling van symmetrie in de lichaamsbouw.
- Segmentering van lichaamsdelen - een sprekend voorbeeld is de duizendpoot, waarvan het lichaam in de lengterichting uit vele gelijke delen bestaat, maar de menselijke ruggengraat (inclusief de schedel) is ook een voorbeeld.

### Rudimentaire structuren

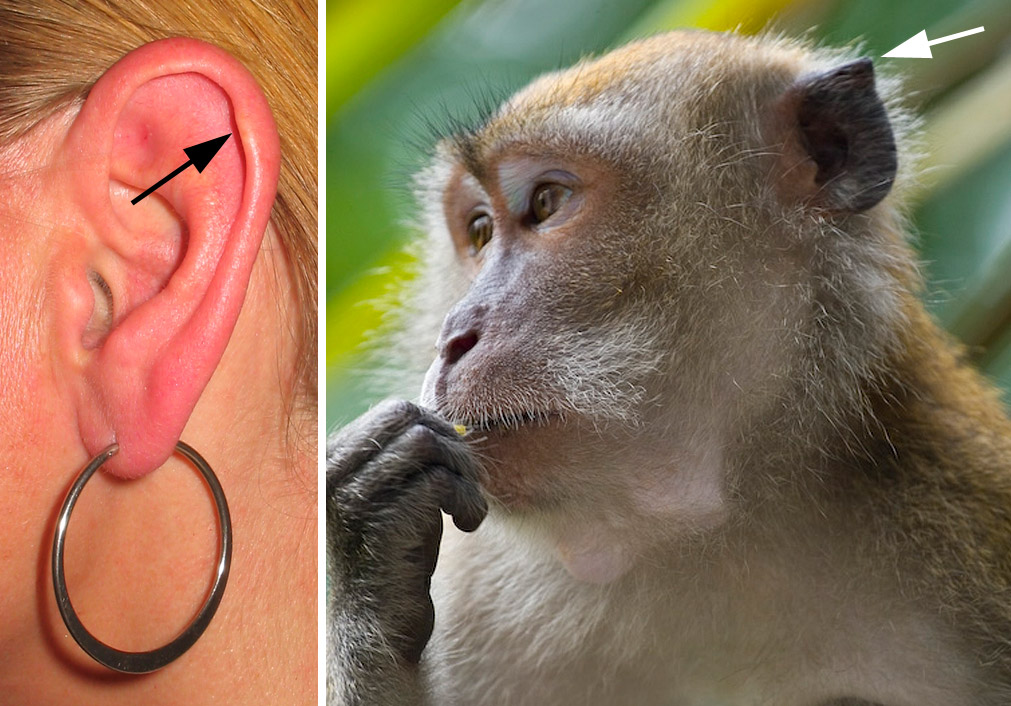
Menselijke oorschelpspieren ontwikkelen niet dezelfde beweeglijkheid zoals bij andere primaten. De pijlen geven het knobbeltje van Darwin aan.

Sterk en vrijwel direct bewijs voor evolutie wordt geleverd door rudimentaire structuren. Dit zijn bepaalde eigenschappen die hun functie grotendeels of helemaal hebben verloren. Ze zijn tijdens de evolutie nog niet volledig verdwenen, maar blijven onderontwikkeld. Deze organen waren nog wel functioneel bij voorouderlijke soorten. In tegenstelling tot atavismen zijn rudimentaire organen wel aanwezig in de meeste individuen van een soort.
Er zijn talloze voorbeelden van rudimentaire structuren bij organismen. Onder de dieren vertonen de walvissen rudimentaire ledematen, die bij hun verre landbewonende voorouders nog als achterpoten functioneerden. Sommige slangen hebben rudimentaire pootjes, tegenwoordig niet meer dan nauwelijks zichtbare uitsteeksels. Sommige vogelsoorten hebben zulke korte vleugels dat ze er niet meer mee kunnen vliegen. Er zijn ook vissen die in donkere grotten leven, waarbij de ogen hun functie hebben verloren.
Er zijn ook vrij veel rudimentaire organen bij de mens bekend zoals: het staartbeen, het wormvormig aanhangsel, de verstandskiezen, de oorschelpspieren (Darwins tuberkel) en het knipvlies (plica semilunaris). Ook een aantal spieren in het menselijk lichaam wordt als rudimentair beschouwd, zoals de voetzoolspier. Ook kippenvel heeft evolutionair gezien geen functie meer daar er geen gesloten vacht mee kan worden opgericht. Verder zijn er ook vele rudimentaire structuren op moleculair gebied. Een gen dat in de meeste zoogdieren voorkomt, produceert een enzym voor het aanmaken van vitamine C. Een mutatie heeft bij de mens het gen uitgeschakeld, alleen de resten zijn nog aanwezig in het menselijke genoom. Het is genetisch rudimentair geworden, ofwel een pseudogen.

### Atavismen

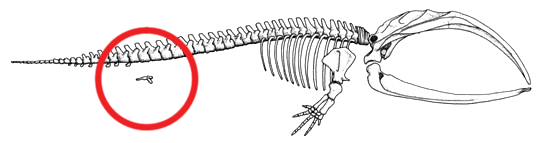
De interne achterpoot van een Groenlandse walvis is rudimentair, maar ontwikkelt zich soms meer volledig als een atavisme

Een argument wordt ook geleverd door atavismen. Dit is het verschijnsel dat een kenmerk dat in de evolutie verloren is gegaan, bij een bepaald individu weer opduikt, zodat het de voorouderlijke toestand toont. Een atavisme kan verschillende oorzaken hebben. In de loop van de evolutie kunnen kenmerken door selectie verloren zijn gegaan, omdat hun functie verdween of doordat ze een belangrijker functie belemmerden. De selectie zal meestal zo plaatsvinden dat het gen waarvan het kenmerk de uitdrukking vormde door een kleine mutatie werd uitgeschakeld. Een zeldzame tweede toevallige mutatie kan dan bij een bepaald individu de eigenschap weer oproepen. Een atavisme laat zien wat de voorouderlijke eigenschap was en welke functie die waarschijnlijk had. Atavistische kenmerken zijn vaak nog minder functioneel dan rudimentaire organen, die meestal beter tot ontwikkeling komen.
Er zijn verschillende bekende voorbeelden van atavismen. Paarden worden soms geboren met drie tenen per been, in plaats van één teen met daarnaast de griffelbeentjes. Bij 1% van de mensen komt polythelie voor, ofwel meerdere (paren) echte tepels of verheven roze plekjes. Er zijn ook meer uitzonderlijke gevallen zoals het weerwolfsyndroom, een extreme vorm van hypertrichose ofwel overbeharing. In zeer uitzonderlijke gevallen worden mensen met staartvorming geboren. Deze aangeboren afwijking is sinds 1884 ten minste drieëntwintig keer gerapporteerd in de medische literatuur. De langste staart ooit gemeten bij een mens had een lengte van drieëndertig centimeter.

### Convergente evolutie
| |  |  |
| Euphorbia en Astrophytum, beide vetplanten, tonen een gelijkenis maar zijn niet sterk aan elkaar verwant |  |  |

Een mogelijke tegenwerping tegen evolutie zou gelegen kunnen zijn in het feit dat organismen vaak erg op elkaar lijken maar onmogelijk direct aan elkaar verwant kunnen zijn. Deze moeilijkheid wordt binnen de evolutietheorie ondervangen door convergente evolutie aan te nemen. Convergente evolutie is het evolueren van overeenkomende eigenschappen maar dan in verschillende taxonomische groepen. Deze groepen bezetten dan meestal eenzelfde ecologische niche, dit zijn gelijksoortige omstandigheden die een bepaalde specialisatie of eigenschap bevorderen. Convergentie is een vorm van homoplasie, dat wil zeggen: overeenkomst in bouw die niet het gevolg is van een gedeelde afkomst, en kan daarom in fylogenetisch onderzoek voor misleiding zorgen. Organismen kunnen namelijk sterk op elkaar lijken doordat hun leefomstandigheid vergelijkbaar is, terwijl ze geen directe familie van elkaar zijn. Het gaat bij convergente evolutie om analoge structuren. Daarnaast zijn er ook homologe structuren die wel van een gemeenschappelijke voorouder geërfd zijn. Het vergelijken van heel veel kenmerken in de vergelijkende anatomie kan beide verschijnselen uit elkaar houden. Een fylogenetische indeling maken vereist daarom veel zorgvuldigheid wat de bewijsvoering betreft. Hiervoor is de wetenschap van de cladistiek ontwikkeld die de verwantschappen kan berekenen. Behalve de bouw van de organen kan die ook de variatie in het DNA via een verwantschapsonderzoek bepalen.
Een bekend voorbeeld van convergentie is de gelijkende lichaamsvorm bij haaien, dolfijnen en Ichthyosauria. De optimale stroomlijn hebben zij ieder verkregen door overeenkomende leefomstandigheden. Ze lijken aan elkaar verwant te zijn door hun visvorm, maar alleen de haaien behoren echt tot de vissen. Dolfijnen zijn zoogdieren en ichthyosauriërs zijn reptielen. Een ander voorbeeld van convergentie vormen de vleugels van pterosauriërs, vleermuizen, vogels, vliegende vissen en insecten. Ze zijn geen directe verwanten maar hun vleugels zijn onafhankelijk van elkaar geëvolueerd.

## Biochemie en moleculaire biologie
Sterk bewijs voor evolutie komt uit de biochemie en moleculaire biologie. Deze zijn erin geslaagd de moleculaire basis van organismen grotendeels te ontrafelen. Die blijkt in wezen identiek te zijn. Hadden alle levende wezens ieder een unieke en fundamenteel verschillende chemische structuur gehad, dan zou dat een sterke falsificatie van de evolutietheorie opgeleverd hebben. De gevonden verschillen bleken geleidelijk in elkaar over te lopen, net als men zou verwachten indien er evolutie geweest was.
Al het leven heeft een biochemische grondslag. Genetische informatie, opgeslagen in de nucleïnezuren DNA en RNA, codeert in organismen voor de synthese van eiwitten (polymeren van aminozuren) die de cellen van het organisme vormen en de fysiologische processen voortbrengen die het organisme in leven houden. De enzymen die betrokken zijn bij het katalyseren van  eiwitsynthese, zoals het ribosoom en RNA-polymerase, treft men aan in alle bekende levensvormen; van de meest eenvoudige bacteriën tot de meest complexe zoogdieren. Van deze eiwitten zegt men dat ze geconserveerd zijn onder organismen: ze wijzen op een gemeenschappelijkheid die teruggaat tot de oorsprong van het leven zelf. Niet alleen eiwitten, ook andere verbindingen, zoals het energiedragermolecuul ATP, de 20 aminozuren en de lipide dubbellaag van membranen, zijn essentiële onderdelen van alle tot nu toe bestudeerde levensvormen. De chiraliteit van DNA, RNA en aminozuren is eveneens volledig geconserveerd.
Het blijkt mogelijk fylogenetische stambomen op te stellen aan de hand van de relatieve gelijkenis van de structuur van eiwitten en de nucleïnezuren RNA en DNA. Deze fylogenetische stambomen bevestigen in grote lijnen de stambomen die men kan afleiden uit de morfologie en anatomie (algemene bouw) van het lichaam van organismen.
Het is, op grond van de lichaamsbouw, voor de hand liggend aan te nemen dat mensen en chimpansees nauw verwant zijn. Men ontdekte nu dat de samenstelling van het bloed van chimpansees en van mensen maar heel weinig van elkaar verschilt en dat geldt voor de basenvolgorde van de onderzochte delen van hun genoom. Mensen hebben naar schatting voor meer dan 98% dezelfde genen als chimpansees en zijn nauwer verwant aan de chimpansee dan de chimpansee aan de andere primaten, zoals gorilla's en orang-oetans.

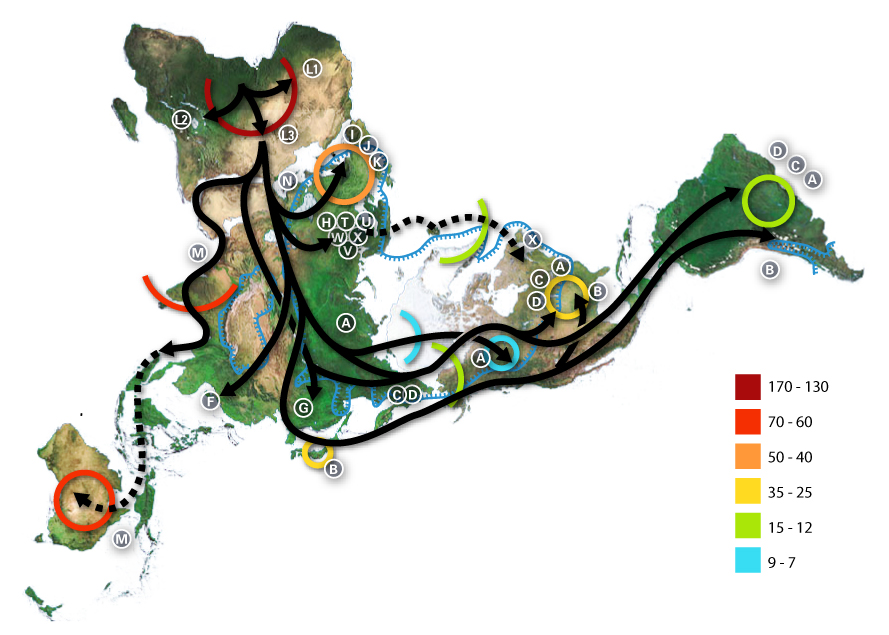
Menselijke migraties op grond van mitochondriaal DNA. De getallen zijn het aantal millennia voor het heden, de letters zijn groepen mensachtigen die tot dezelfde mitochondriale haplogroep behoren.

## Genetica
Evolutie kan zich alleen voordoen als de manier waarop de dragers van erfelijke eigenschappen gestructureerd zijn, dit toestaat. Darwin had hier nauwelijks concrete kennis over. Het was duidelijk dat nakomelingen op hun ouders lijken, maar vaak iets van hun verschillen. Het was de vraag of ook die verschillen erfelijk waren. Het was onbekend wat er nu eigenlijk veranderde bij "mutaties". Meestal nam men aan dat dit de eiwitten zelf waren die zo direct de erfelijke eigenschappen doorgaven. Hoe die zich konden reproduceren was onverklaarbaar. Bij complexere organismen zou adaptieve evolutie daarbij steeds onwaarschijnlijker worden wegens entropie. Ook leek er het gevaar te bestaan dat gunstige mutaties zich tot in het oneindige zouden "verdunnen" als de mutant zich met andere individuen kruiste.
De ontdekking in het midden van de twintigste eeuw van de structuur van het DNA en de rol die dit molecuul, als een onderliggend systeem, bij het coderen van eiwitten speelde, loste deze problemen op. In het DNA kunnen zich relatief eenvoudig veranderingen voordoen. Deze mutaties zijn thermodynamisch neutraal en er is dus geen sprake van entropie, ongeacht hoe complex de eiwitten worden waarvoor gecodeerd wordt. Dat vormt dus geen barrière voor evolutie. De structuur van het DNA maakt dat mutaties uit discrete stappen bestaan en er is dus geen onbeperkte verdunning van een eigenschap. DNA is eigenlijk ideaal gestructureerd om evolutie mogelijk te maken. Dit op zich kan ook weer door evolutie verklaard worden: levende wezens met een minder geschikt systeem zouden niet of slechter kunnen evolueren en werden weggeconcurreerd.
Genetisch onderzoek heeft zulke mutaties, wijzigingen in het DNA waardoor bij transcriptie daarvan andere eiwitten ontstaan, en dus andere eigenschappen van het resulterende organisme, ook concreet aangetoond. Zulke wijzigingen zijn plausibel inpasbaar in een model van evolutie door natuurlijke selectie. Lang niet alle mutaties zijn evolutionair relevant. Sommige DNA-veranderingen geven geen ander eiwit, namelijk als het resulterende codon voor hetzelfde aminozuur codeert. Sommige geven neutrale veranderingen indien het nieuwe eiwit even goed werkt als het vorige. Andere daarentegen leiden tot ongunstige afwijkingen die door negatieve selectie ten gronde gaan. In een klein aantal gevallen is er een positief effect, zodat adaptatie plaatsvindt. Zelfs bij zeer kleine stapsgewijze veranderingen kunnen uiteindelijk grote wijzigingen ontstaan in organismen, zoals het ontstaan van een oog uit wat oorspronkelijk slechts een lichtgevoelige cel was, mits ze over een zeer lange tijdsduur en talloze generaties plaatsvinden. Dat de geologie de ouderdom van de Aarde op ruim vier miljard jaar heeft bepaald, ondersteunt dus de evolutietheorie.
Charles Darwin stelde dat kenmerken van organismen die essentieel zijn voor het overleven, niet makkelijk kunnen evolueren. Eigenschappen die minder essentieel zijn en dus minder onder selectiedruk staan, kunnen veel makkelijker evolueren. De biochemie heeft hiervoor het bewijs geleverd door de ontdekking dat enkele voor het leven essentiële eiwitten bij alle organismen exact gelijk zijn. Deze vindt men bijvoorbeeld terug in zowel zoogdieren als planten. De genen die voor zulke belangrijke eiwitten coderen konden minstens van het moment af dat de wegen van planten en dieren uiteengingen niet meer veranderen omdat mutatie ervan onmiddellijk de dood tot gevolg heeft.

### Genografie
Indien er evolutie heeft plaatsgevonden, zou men verwachten dat genetica en geografie in zekere mate binnen een bepaalde populatie gecorreleerd zijn. Dit is vooral belangrijk omdat aangenomen wordt dat geografische scheiding het belangrijkste mechanisme is bij soortvorming.
De genografie is een jonge wetenschappelijke discipline die de afstammingsgeschiedenis van organismen onderzoekt aan de hand van het DNA van (deel)populaties. Hierbij ging de interesse vooral uit naar de menselijke soort. Dat de menselijke wereldbevolking de hele planeet bewoont, maakt haar in dit verband ook een ideaal onderzoeksobject. Aan de hand van kleine verschillen in het menselijke DNA kan er in principe een stamboom worden opgesteld van de gehele mensheid. Dit gebeurt aan de hand van een mannelijke lijn, het Y-chromosomaal DNA, dat van vader op zoon wordt doorgegeven, en een vrouwelijke lijn, het mitochondriaal DNA, dat via de moeder wordt doorgegeven. Het voordeel hiervan is dat deze soorten DNA meestal onveranderd van ouder op kind worden doorgegeven zodat er alleen puntmutaties optreden. Deze lijnen lopen terug tot een recentste gemeenschappelijke voorouder in zuivere lijn, bekend als respectievelijk de Y-chromosomale Adam en de mitochondriale Eva. Ieder mens behoort tot bepaalde haplotypen en daarmee tot een bepaalde haplogroep, die vervolgens ook geografisch gecorreleerd kunnen worden, zodat hun oorsprong kan worden weergegeven.
Dit onderbouwt met name de enkele-oorspronghypothese, ook wel de 'Out of Africa-theorie' genoemd, die binnen de evolutie van de mens het ontstaan van de moderne mens probeert te verklaren. Dankzij andere onderzoeksterreinen zoals archeologie, paleoantropologie, taalkunde en klimatologie kunnen onderwerpen als relatieve verwantschap tussen volken, en menselijke migratie beter in onderling verband worden gebracht. Bijvoorbeeld archeologische vondsten vanuit de geslachtengroep Hominini komen ook overeen met het DNA-onderzoek. Het gaat hierbij vooral om de overeenstemming tussen gevonden fossielen en DNA-onderzoek.

### Seksuele voortplanting en chromosomen
Een belangrijke factor bij de evolutie vormt het systeem van geslachtelijke voortplanting. In de achttiende eeuw was nog de heersende leer dat nakomelingen hun eigenschappen van slechts een van de ouders verkregen, waarbij het een zeer controversieel vraagstuk was of dit nu de vader of de moeder betrof. Als dit werkelijk zo geweest was, zou dit de evolutie ernstig beperkt hebben tot puntmutaties in het DNA. Populaties van organismen zouden dan zelden de flexibiliteit gehad hebben om zich aan te passen aan veranderende omstandigheden. Bij seksuele voortplanting is er in feite uitwisseling van erfelijk materiaal. De structuren van chromosomen worden gerecombineerd. Hierdoor neemt de variabiliteit sterk toe alsmede de kans op superieure combinaties. Daarbij maakt het een speciale vorm van natuurlijke selectie mogelijk: de seksuele selectie. Hierbij evolueren keuzemechanismen om de best mogelijke partner te vinden. Dit versterkt de inherente teleonomie van de selectie: die benadert steeds meer een doelgerichtheid, wat althans bij de mens uitliep op een bewuste keuze.

Het samensmelten van de twee mensaap-chromosomen tot chromosoom 2 van de mens.

#### Chromosoom 2
Bewijs voor een gemeenschappelijke voorouder van mensen en chimpansees is gevonden in chromosoom 2. Dit is een van de 23 paar chromosomen in het menselijke lichaam. Behalve mensen, neanderthalers en Denisovamensen hebben alle soorten mensachtigen 24 paar chromosomen. Chromosoom 2 is het resultaat van een samensmelting tussen twee uiteinden van twee voorouderlijke chromosomen.
Het bewijs hiervoor omvat:
- Het onderlinge verband tussen twee chromosomen van andere mensapen en chromosoom 2 van de mens. Een directe verwant van de mens, de bonobo, heeft een vrijwel identieke DNA-volgorde als chromosoom 2, alleen dan verdeeld over twee chromosomen. Hetzelfde geldt voor eerder afgetakte verwanten zoals de gorilla's en de orang-oetans.[16][17]
- De aanwezigheid van een rudimentaire centromeer. Normaliter heeft een chromosoom één centromeer, maar in chromosoom 2 zitten restanten van een tweede centromeer.[18]
- De aanwezigheid van rudimentaire telomeren. Deze worden normaliter alleen in de uiteinden van een chromosoom gevonden, maar in chromosoom 2 zijn er in het midden extra telomeersequenties aanwezig.[19]

## Paleontologie

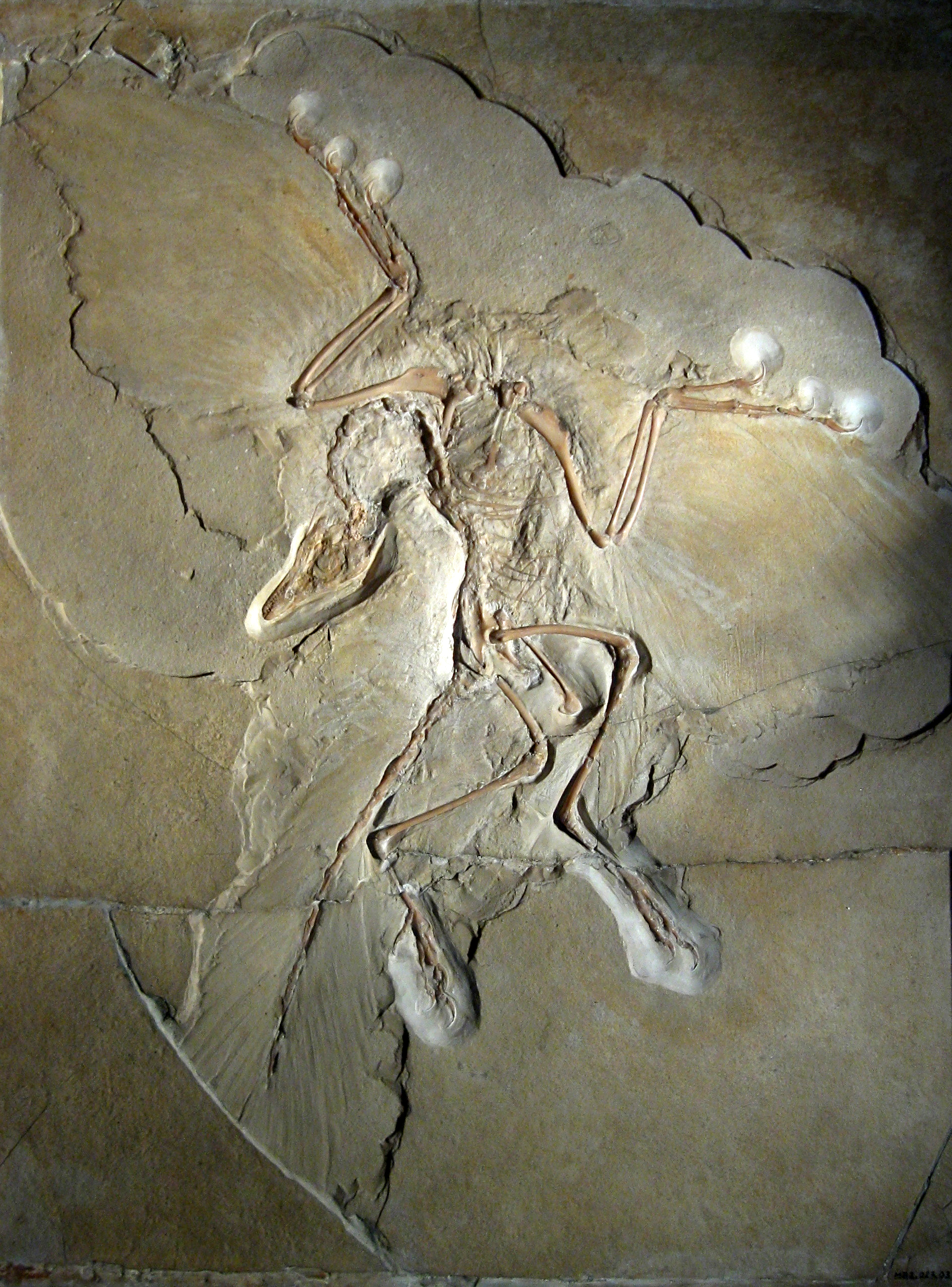
Archaeopteryx is bewijs dat vogels theropode dinosauriërs zijn.

### Fossielen
De paleontologie - het onderzoek naar fossielen - is een van de belangrijkste bronnen van bewijzen voor evolutie. Als onderzoek had uitgewezen dat levensvormen gedurende de geologische geschiedenis van de Aarde identiek waren gebleven, zou dat een sterke falsificatie van de evolutiehypothese hebben opgeleverd. In plaats daarvan tonen de aardlagen dat er zich een opeenvolging van levensgemeenschappen heeft voortgedaan. Daarbij veranderen de levensvormen niet radicaal maar is er steeds een zekere gelijkenis in bouw zodat het mogelijk is dat in de geschiedenis van het leven de oudere biota de jongere hebben voortgebracht. Deze situatie is dermate suggestief dat ze in de negentiende eeuw de hoofdreden werd voor de wetenschappelijke gemeenschap om evolutie als feit aan te nemen.
Verschillende huidige groepen levende wezens hebben geen nog bestaande directe verwanten. In zulke gevallen is het niet meteen inzichtelijk hoe ze precies geëvolueerd zouden kunnen zijn, wat wel al als argument tegen evolutie is gezien. De paleontologie is er echter in geslaagd voor de meeste grote groepen daaronder, uitgestorven levensvormen te vinden die "ontbrekende schakels" zijn tussen de levende groepen. Zo kon worden aangetoond dat krokodillen en vogels elkaars nauwste nog levende verwanten zijn door de vondst van talloze fossielen die een reeks vormen tussen de huidige soorten en hun laatste gemeenschappelijke voorouder in de Archosauria. Zulke schakels worden ook wel "fossiele overgangsvormen" genoemd. Die term heeft vaak tot het misverstand geleid dat het gaat om een enkelvoudige overgang tussen bestaande groepen en dat één soort daarin een speciale status zou kunnen hebben. Zo noemt men Tiktaalik wel de overgangsvorm tussen vissen en gewervelde landdieren of Archaeopteryx tussen reptielen en vogels. Zo'n "evolutiesprong" zou dan een geval van macro-evolutie zijn die meer speciale verklaringsmechanismen zou vergen dan de gewone micro-evolutie. Soms erkent men wel dat micro-evolutie mogelijk is maar wordt "echte" macro-evolutie afgewezen. De moderne fylogenetica verwerpt die interpretatie als een denkfout. Evolutie impliceert immers dat dergelijke tegenstellingen tussen groepen een illusie zijn. Ze zijn juist niet gescheiden en dus kan er ook geen sprake zijn van een sprong. Gewervelde landdieren zijn beenvissen. Vogels zijn dinosauriërs.
Vooral van de gewervelden zijn zoveel fossielen ontdekt dat het mogelijk is gebleken er een extreem complexe evolutionaire stamboom voor op te stellen, waarvan de huidige soorten maar een beperkt residu vormen. Die stamboom correleert talloze anatomische kenmerken van moderne levensvormen, verklaart hun geografische spreiding en suggereert talrijke vormen van natuurlijke selectie. Er is nog nooit een fossiel gevonden dat evident niet in die stamboom past. Dat maakt evolutie voor de moderne bioloog tot een vrijwel onontkoombaar paradigma.

### Biostratigrafie
Soms zijn grote aantallen gevonden fossielen tot naadloze evolutiereeksen te leggen. Maar een nieuwe vorm kan ook schijnbaar uit het niets in de lagen opduiken. Dat is wel als argument tegen evolutie gezien. Daarbij moet echter bedacht worden dat om überhaupt als breuk in de reeks te worden aangemerkt die vorm daaraan toch vrij nauw verwant moet zijn. Echt nieuw is zo'n soort dus niet. Een mogelijke verklaring is dat de plotseling verschenen soort zich heeft ontwikkeld in een ander gebied dan waar men opgravingen doet en zich in korte tijd over het nieuwe gebied heeft verspreid. Het lijkt dan alsof de soort plotseling is ontstaan, maar indien men het oorsprongsgebied zou vinden, zou men daar ook een naadloze reeks fossielen kunnen aantreffen. Iets dergelijks kan men zien bij door de mens op andere continenten geïntroduceerde soorten. Als bijvoorbeeld iemand over een paar miljoen jaar opgravingen doet in Australië, zal het lijken alsof de reuzenpad (die geïntroduceerd is om insecten te bestrijden in de landbouw) uit het niets is verschenen. Een andere verklaring is het leerstuk van het punctuated equilibrium: de normale gang van de evolutie zou kunnen bestaan uit miljoenen jaren stilstand die abrupt doorbroken wordt als bepaalde drempelwaarden in de omgeving overschreden worden. De soortvorming zal na zo'n verstoring heel snel gaan, zodat er geen tussenvormen bewaard blijven.

## Biogeografie

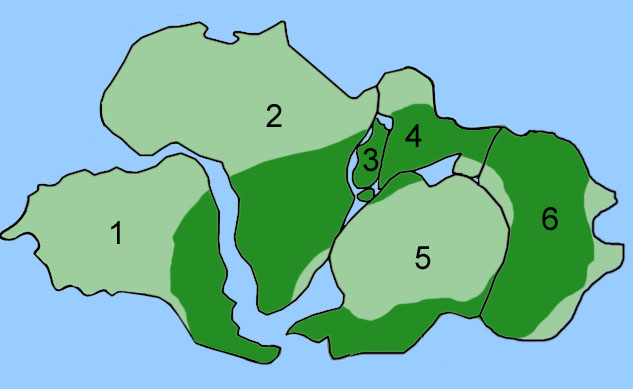
De biogeografie van glossopteris, een ringsoort van 300 tot 250 miljoen jaar geleden, verspreid over supercontinent Gondwana.

De biogeografie bestudeert de verspreidingsgebieden van organismen en de verklaring daarvan. Het omvat de studie van biodiversiteit in hun verleden, heden en eventueel de toekomst, bijvoorbeeld hun tussentijdse woonplaatsen en overlevingskansen. De arealen kunnen verklaard worden uit historische factoren samen met evolutie, bijvoorbeeld soortvorming, uitstervingen, plaattektoniek en continentverschuiving. Biogeografie is het best waarneembaar op eilanden, vanwege de overzichtelijkheid en de geconcentreerde ecosystemen kunnen soorten beter geobserveerd worden, zoals het waarnemen van soortvorming in de natuur.

### Ringsoorten
Duidelijke voorbeelden van recente soortvorming komen ook voort uit ringsoorten. Een ringsoort is een soort bestaande uit variëteiten of ondersoorten die geografisch gezien een ring vormen, waarbij minstens twee variëteiten onderling niet meer kunnen voortplanten.
Een ring ontstaat wanneer het centrum van de ring qua leefomstandigheden ontoegankelijk is, bijvoorbeeld door een berg, meer of woestijn. Vervolgens verspreidt de soort eromheen zich totdat ze elkaar weer tegenkomen, waarna ze dusdanig zijn geëvolueerd in variëteit dat onderlinge voortplanting onmogelijk is geworden. En daarmee zijn het twee nieuwe soorten ten opzichte van elkaar. Dit is de laatste fase van micro- naar macro-evolutie, mocht er één of meerdere tussensoorten wegvallen, dan zijn er twee nieuwe onafhankelijke soorten ontstaan.
Bekende voorbeelden hiervan zijn de salamander Ensatina eschscholtzii, enkele vogels als de Larus (meeuwen), de grauwe fitis, en de zanggors, en enkele plantengeslachten en soorten als de Glossopteris en de Euphorbia tithymaloides.

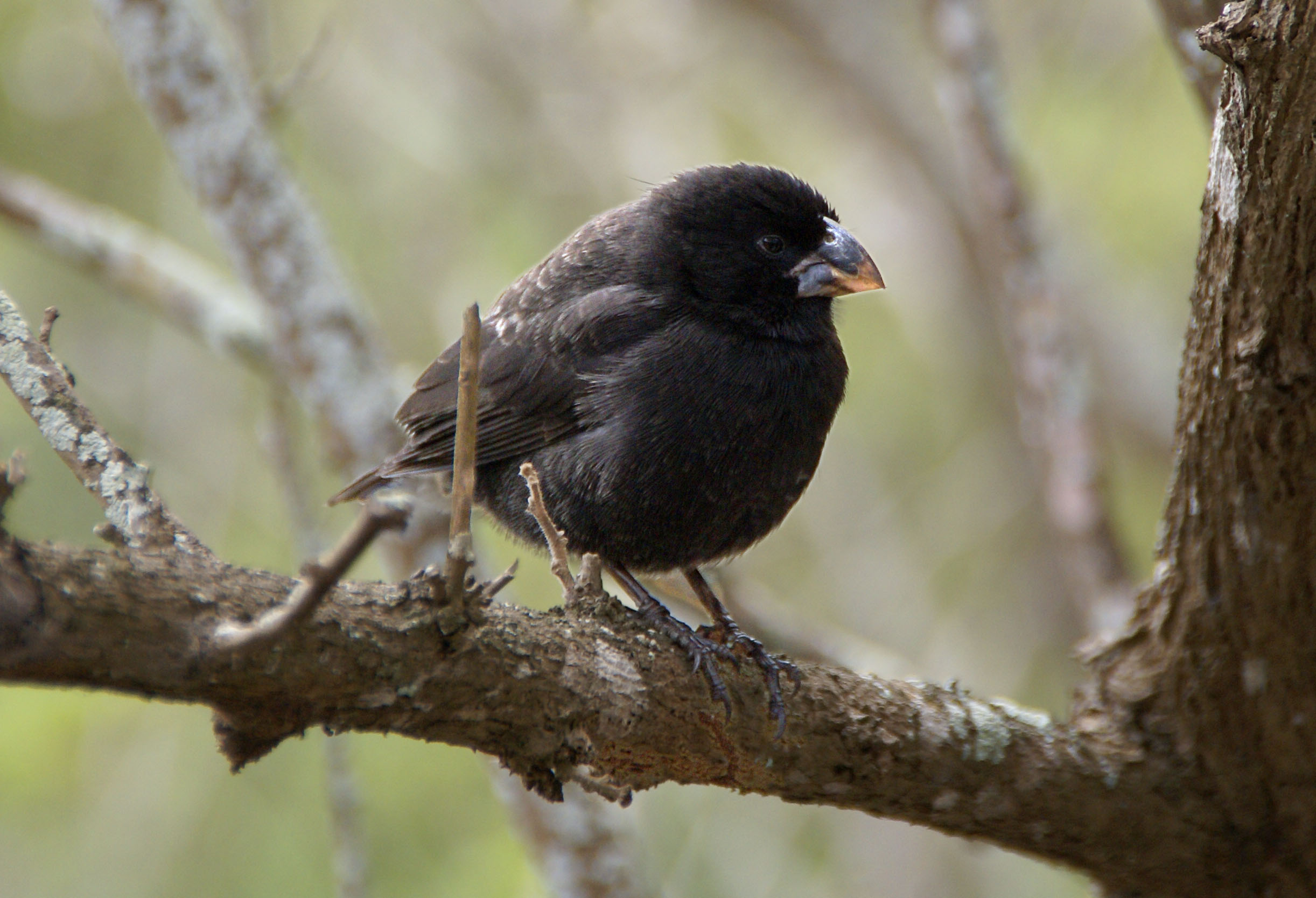
De middelste grondvink is een voorbeeld van zowel adaptieve radiatie als zichtbare soortvorming.

### Adaptieve radiatie
Met adaptieve radiatie wordt soortvorming bedoeld die van een gemeenschappelijke voorouder afstamt die vervolgens ecologische niches innemen. Een unieke eigenschap die het voordeel met zich meebrengt de concurrentie tegen te gaan. Het betreft nakomelingen uit een sympatrische soortvorming binnen een klein geografisch gebied. Bijvoorbeeld op eilanden of een eilandengroepen waar de favorabele niches zeer goed van pas komen.
Een van de bekendste voorbeelden zijn de darwinvinken afkomstig van de Galapagoseilanden. Deze stammen uit één vooroudersoort, uit de familie van deze tangaren zijn vijftien soorten voortgekomen. Met ieder een eigen unieke niche, het verschil zit bijvoorbeeld in de snavels met betrekking tot verschillende soorten voedsel. Bijvoorbeeld boszangervinken hebben een vrij kleine spitse snavel en eten vrijwel uitsluitend insecten. De middelste grondvink heeft daarentegen een vrij grote stompere snavel waarmee zaden gekraakt kunnen worden.
Overigens verscheen er in 2007 een publicatie waaruit blijkt dat er op het eiland Santa Cruz twee populaties van middelste grondvinken aanwezig zijn, waarvan de snavelgrootte verschilt. Er werd aangetoond dat individuen met vergelijkbare snavelgrootte eerder met elkaar paartjes vormden, en nakomelingen produceerden, dan individuen met een verschillend formaat snavel. Dit is ook een voorbeeld van zichtbare (sympatrische) soortvorming.

### Endemie
Endemie is een biogeografische toestand van een soort (of geslacht, familie of ander taxon) die uniek is en waarvan het verspreidingsgebied beperkt is tot een afgrenzend geografisch gebied, met name op eilanden in de oceaan, maar ook in geïsoleerde bergen, meren en riviersystemen. Dit is wel gebruikt als argument tegen evolutie. Ieder gebied zou als het ware zijn eigen fauna hebben voortgebracht. Ook endemische soorten zijn echter altijd in meer of mindere mate verwant aan andere soorten van nabijgelegen eilanden of continenten.
De verwantschap tussen de nabijgelegen soorten en de endemische soorten (van veelal eilanden) toont aan dat de nabijgelegen soorten verder zijn geëvolueerd tot endemische soorten. Een voorbeeld daarvan is de relatie tussen endemische soorten van Madagaskar en die van het continent Afrika, ongeveer 90% van alle planten en diersoorten van Madagaskar zijn endemisch. Zoals lemuren, aangezien zij heel lang weinig concurrentie hadden en in een afgrenzend geografisch gebied leefden, zijn er veel verschillende soorten uit voort gekomen, in 2012 zijn er officieel 103 soorten beschreven. De vele voorbeelden van endemische soorten tonen aan dat deze onafhankelijk verder zijn geëvolueerd in geïsoleerde gebieden, en worden nergens anders op aarde gevonden, hierbij wordt peripatrische soortvorming vanuit een groter perspectief waargenomen.

## Kunstmatige selectie

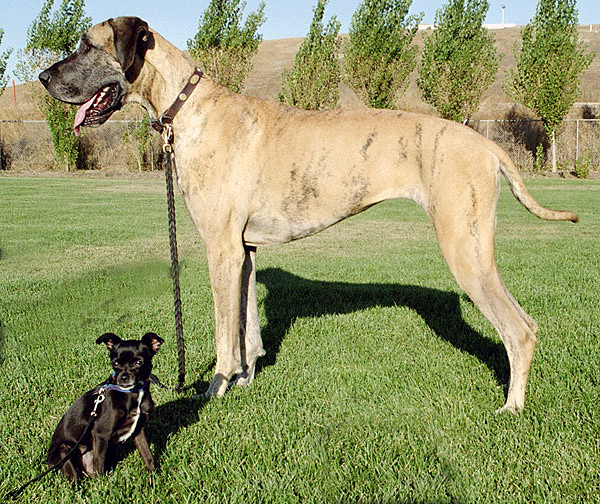
Een chihuahua-bastaard en een Duitse dog tonen grote verschillen, terwijl alle honden dezelfde ondersoort van de wolf zijn.

Kunstmatige selectie toont biodiversiteit aan bij organismen die een relatief jonge gemeenschappelijke voorouder delen. Een soort wordt geselecteerd met bepaalde eigenschappen, deze kunnen ook zodanig worden beïnvloed iedere generatie. Kunstmatige selectie was al langer succesvol voordat de wetenschap de genetische basis ontdekte.
Charles Darwin gebruikte de term als eerste en zag het begrip als tegenhanger van natuurlijke selectie. Beide processen werken echter met dezelfde genetische principes. Er is eigenlijk geen reden om een onderscheid te maken. De mens die bepaalde kenmerken selecteert, is zelf ook deel van de natuur. Selectie door mensen heeft een sterk argument voor de evolutie opgeleverd. Ze laat zien dat in zeer korte tijd populaties significant in genfrequentie kunnen veranderen en dat daarbij het uiterlijk van dieren en planten zich zo fundamenteel kan wijzigen, dat een waarnemer die niet van het menselijk ingrijpen op de hoogte is, zou menen dat het resultaat daarvan een geheel andere soort vertegenwoordigt. Darwin zelf ging hier uitgebreid op in teneinde de lezer van de plausibiliteit van de evolutietheorie te overtuigen.

### Domesticatie
Domesticeren is ook een vorm van kunstmatige selectie omdat de mens bepaalde dieren en planten selecteert. Door middel van fokken en plantenveredeling worden eigenschappen geselecteerd die gunstig zijn voor de mens. Van planten zijn de geselecteerde eigenschappen bijvoorbeeld voedsel, medicijnen en bouwmateriaal, van dieren eveneens voedsel, en werk verzetten of als gezelschapsdier worden gehouden. Aangezien er constant en bewust op bepaalde kenmerken wordt geselecteerd, veranderen de eigenschappen evolutionair gezien in een snel tempo. Natuurlijke selectie verloopt doorgaans veel geleidelijker, en veroorzaakt een langzamere aanpassing van soorten waardoor het minder goed opvalt. Onder controle van de mens kunnen bepaalde geselecteerde kenmerken sneller evolueren die eerder opvallen.
Tegenwoordig zijn er bijvoorbeeld  meer dan 350 erkende hondenrassen die qua uiterlijk veel verschillende kenmerken vertonen. Anderzijds geeft DNA-bewijs ook aan dat alle honden een gezamenlijke voorouder delen met de wolf, die qua uiterlijk niet zo veel veranderd is. Dit geeft aan dat soorten binnen een respectievelijk korte tijd al veel kunnen veranderen.

Een populatie van bananenvliegen wordt onderverdeeld in subpopulaties, ze worden uiteengezet om te adapteren aan de hand van verschillende soorten voedsel. Na een aantal generaties worden beide populaties weer bij elkaar gezet. De daaropvolgende paringen vinden plaats tussen individuen van de voorgaande subpopulatie. Hierbij wordt allopatrische soortvorming waargenomen.

### Experimentele evolutie
De experimentele evolutie is een vakgebied dat zich bezighoudt met het testen van evolutie door gebruik te maken van gecontroleerde experimenten. Evolutie wordt waargenomen in het laboratorium wanneer populaties zich aanpassen aan hun nieuwe omgevingsomstandigheden, door middel van bijvoorbeeld genetische drift. Met moderne moleculaire technieken is het mogelijk om mutaties te lokaliseren waar de selectiedruk zich uitoefent, te zien wat de adaptaties teweegbrengen, en de werking van mutaties zelf te achterhalen.
Er is vaak een groot aantal generaties nodig voordat er adaptaties optreden. Evolutie-experimenten worden daarom meestal uitgevoerd met micro-organismes, zoals bacteriën, gist of virussen. Dergelijke laboratoriumstudies met vossen en knaagdieren hebben aangetoond dat er aanzienlijke aanpassingen kunnen optreden tussen de 10 tot 20 generaties. In experimenten met wilde guppy's zijn ook adaptaties waargenomen met een vergelijkbaar aantal generaties.
Vanaf het jaar 1880 tot 1980 is de experimentele evolutie bij tussenpozen uitgeoefend door een aantal evolutiebiologen, waaronder door de zeer invloedrijke Theodosius Dobzhansky. Een van de eerste en veelgebruikte moderne experimenten is die met Drosophila melanogaster ofwel de bananenvlieg.
De moderne experimentele evolutie is op allerlei manieren toegepast om de evolutionaire processen in een gecontroleerd systeem te begrijpen. Experimentele evolutie wordt uitgevoerd met meercellige en eencellige eukaryoten, prokaryoten en virussen.

### Genetische technologie
Een andere vorm van kunstmatige selectie is genetische technologie, waarmee het DNA van een organisme direct wordt aangepast. In tegenstelling tot bijvoorbeeld domesticatie, zoals bij fokken, waarmee het DNA op een indirecte wijze wordt aangepast. Met genetische technologie is het mogelijk om bepaalde erfelijke eigenschappen van soorten over te brengen. Een aantal toepassingen zijn bijvoorbeeld de ontwikkeling van geneeskunde zoals gentherapie en de voedselproductie zoals gouden rijst.
Als het bij een genetisch gemodificeerd organisme gaat om soorteigen DNA spreekt men van cisgenese, gaat het om het DNA van een andere soort noemt men het transgenese. Beide vormen kunnen ook plaatsvinden bij natuurlijke selectie door middel van mutaties. Volgens natuurlijk proces is cisgenese (ongemodificeerd) gebruikelijk, maar transgenese komt ook voor. Men spreekt dan van hybriden. In de meeste gevallen van transgenese is er sprake van menselijke handeling in de vorm van genetische modificatie.
Genen bestaan uit nucleotiden die in sequentie met elkaar zijn verbonden. Wanneer er door middel van genetische technologie in zo'n sequentie iets wordt veranderd, toegevoegd of verwijderd, wordt het een mutatie genoemd. Dit proces is in principe een nabootsing van hoe evolutie werkt. Het verschil is dat deze mutaties kunstmatig en bewust worden beïnvloed.

## Interdisciplinariteit

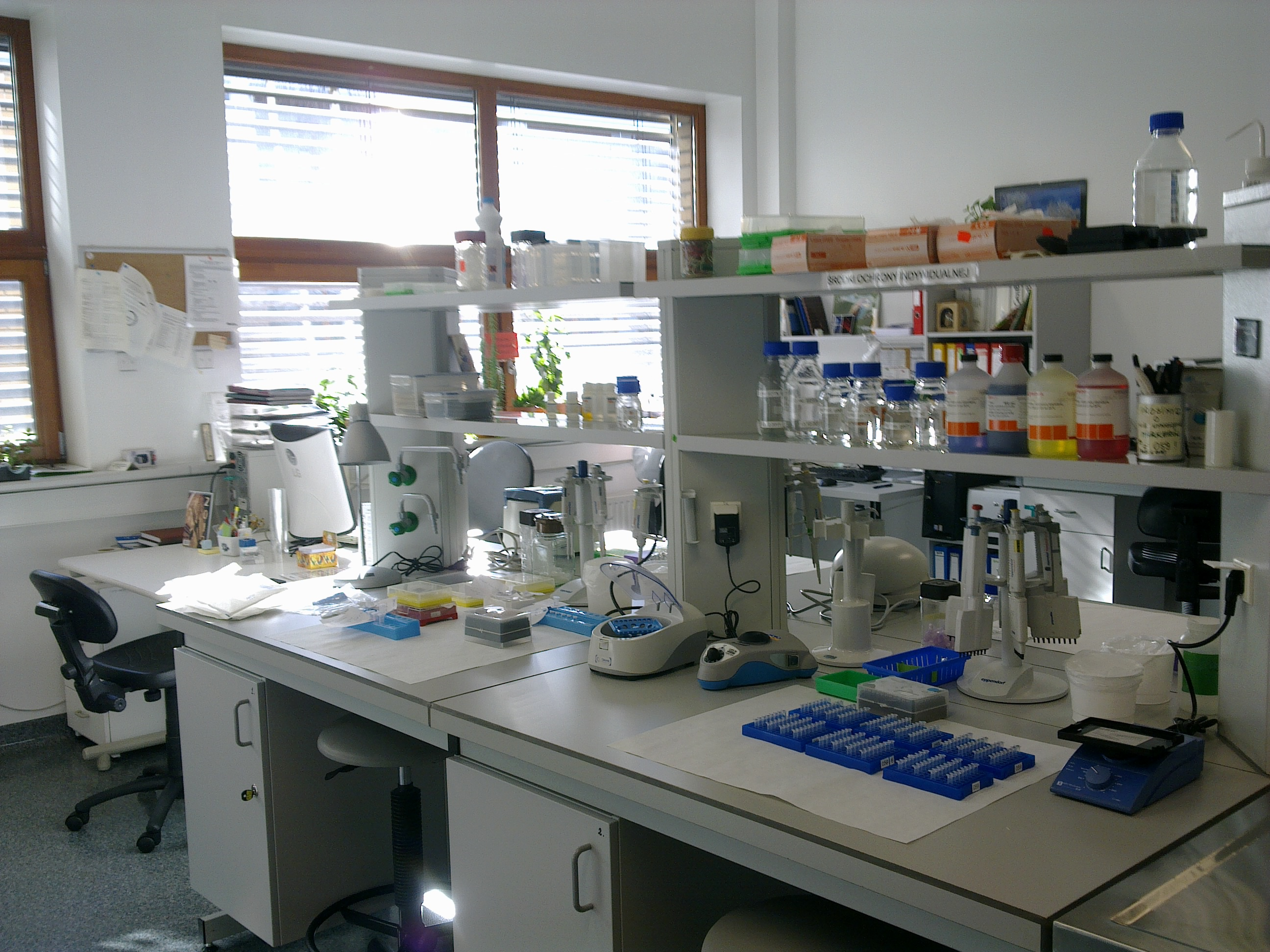
Antibiotica worden o.a. ontwikkeld door de evolutionaire wapenwedloop tussen ziekteverwekkers en de antistoffen te onderzoeken.

Bepaalde andere vakgebieden worden met het oogpunt op de evolutietheorie nader verklaard. Het gaat hierbij om vakgebieden die zich niet vasthouden aan hun oorspronkelijke discipline of vakgebied, een zogenaamde interdisciplinariteit. Het gaat om een gecreëerde tussenpositie, die perspectieven van andere wetenschappen combineert. Evolutiebiologie zelf is ook een interdisciplinair vakgebied, er zijn overeenkomsten en overlappingen met verschillende vakdisciplines. Dit laat zien dat de evolutieleer gekoppeld is, en werkt in verschillende vakgebieden, een aantal van deze tussenposities zijn:
- Biologische antropologie is de wetenschap die bijvoorbeeld het gedrag van primaten en de menselijke evolutie bestudeert.
- Evolutionaire computatie (informatica) ontwikkelt evolutionaire algoritmen zoals genetische algoritmen en zwermintelligentie.
- Evolutionaire economie is een bepaalde manier van economisch denken, gerelateerd aan evolutiebiologie, en benadrukt onder andere concurrentie en groei.
- Evolutionaire geneeskunde is de wetenschap die medische aspecten van menselijke pathogenen vanuit het oogpunt van de evolutietheorie verklaard.
- Evolutionaire psychologie bestudeert de menselijke geest en het menselijk gedrag die vanuit het oogpunt van de evolutietheorie worden verklaard.
- Sociobiologie houdt zich bezig met onderzoek naar de evolutionaire oorsprong van sociaal gedrag bij dieren, zoals de evolutie van de moraal.